# Publika TV (Moldova)
Publika TV là kênh truyền hình tin tức tại Moldova. Phát sóng chính thức vào ngày 7 tháng 4 năm 2010. Kênh này được sáng lập bởi hai người doanh nhân România Sorin Ovidiu Vîntu và doanh nhân Moldova Vladimir Plahotniuc. Đây là kênh truyền hình tin tức thứ hai tại Moldova (chỉ sau Jurnal TV) và hiện là kênh truyền hình tin tức duy nhất sản xuất và phát sóng nội dung bằng tiếng România và tiếng Nga.
Ngày 30 tháng 10 năm 2023, Publika TV cùng với Orizont TV, ITV, Prime, Canal 2 và Canal 3 đã bị đình chỉ giấy phép phát sóng vĩnh viễn tại Moldova.